# Georg Brun (Schriftsteller)
Georg Brun (* 10. Januar 1958 als Georg Liebler in München) ist ein deutscher Jurist und Schriftsteller.

## Leben
Georg Liebler wuchs in München auf. Den Besuch eines Gymnasiums brach er nach der 10. Klasse ab. Ab 1975 gehörte er der Bayerischen Bereitschaftspolizei an, und von 1979 bis 1983 war er Kriminalbeamter im Bayerischen Landeskriminalamt. Daneben  besuchte er von 1980 bis 1983 ein Abendgymnasium, an dem er die Reifeprüfung ablegte. Mit seiner Eheschließung im Jahre 1983 nahm er den Namen Georg Brun an. Von 1983 bis 1988 studierte er an der Universität München Jura. Er promovierte 1990 mit einer Arbeit über den Rechtshistoriker Heinrich Mitteis zum Doktor der Rechtswissenschaften, war Assistent am Institut für Bayerische Rechtsgeschichte und Rechtsreferendar in Landshut. Brun war von Februar 2003 bis Dezember 2021 Referatsleiter im Bayerischen Staatsministerium für Wissenschaft und Kunst. Für seine Verdienste um die Bayerische Akademie der Wissenschaften wurde er am 7. Dezember 2019 mit der Medaille Bene Merenti in Silber ausgezeichnet.
Georg Brun war in den Jahren 1988 bis 2006 Verfasser von vorwiegend historischen Romanen. Er gehörte der Initiative Junger Autoren und der Autorenvereinigung Die Kogge an. Lange Jahre war er im Kuratorium und im Vorstand der Deutschen Schillerstiftung von 1859. 1989 erhielt er den Bayerischen Literaturförderpreis, 1997 ein Aufenthaltsstipendium der Casa Baldi. Georg Brun lebt in München. Georg Brun ist Mitglied im Syndikat, der Vereinigung deutschsprachiger Krimiautorinnen und Krimiautoren.
Seit Herbst 2021 widmet er sich dem Genre des Kriminalromans; dabei lehnt er sich nah an Fälle aus der Realität an, jedoch mit viel literarischer Fantasie. Mit Olga Swatschuk entwickelte er eine junge Rechtsanwältin, die für Gerechtigkeit kämpft. Olgas erste drei Fälle sind zugleich die Trilogie um Olga, Sonja und Alex. Alex ist ein Privatdetektiv mit eigenem Schicksal, ein eigenwilliger Kauz und auf seine Art eine tragische Figur. Die München-Krimis der Olga-Reihe kommen ohne Mord und Totschlag aus, lassen Raum für die Entwicklung der Charaktere. Olgas 4. Fall "Venusgold" spielt mit den Anfängen eines weltbekannten Finanzdienstleisters und in der Welt des Escort-Services; der Roman ist allen Frauen gewidmet, die sich ausgenutzt oder missbraucht fühlen.
Anders Bruns zweite Krimi-Reihe: Der pensionierte Mordermittler Nathan Weiß ist mysteriösen Mördern auf der Spur. Die ersten beiden Fälle, die Nathan zu lösen hat, sind auch als Hörbuch erhältlich, gesprochen von Johanna Anke. Bruns neuester Krimi "Stirb für Damals" ist ein Thriller, in welchem sich ein Serienmörder an dem Mordermittler rächen will, der ihn einst gefasst hat; in einer grausamen Schnitzeljagd fordert der Killer Nathan heraus, ihn aufzuspüren, ehe dieser einen Obdachlosen ermordet und damit gelangt das Schicksal wohnsitzloser Menschen in den Fokus eines mitreißenden Kriminalromans.
Dass er auch mit Börsenspekulation und Immobilientricks vertraut ist, zeigt er in "Aktien, Tango & Tod", wo er eine Psychoanalytikerin recherchieren lässt. 
Bruns Kriminalromane drehen sich stets um ein aktuelles Thema und nehmen dabei auch Menschen in den Blick, die anders sind als die Allgemeinheit. Brun zeigt ein Herz für Minderheiten und Menschen mit Schicksalsschlägen. Seine Geschichten berühren.

## Werke
- Das Vermächtnis der Juliane Hall. München 1984
- Der gläserne Mond. München 1990
- Dissertation: Leben und Werk des Rechtshistorikers Heinrich Mitteis unter besonderer Berücksichtigung seines Verhältnisses zum Nationalsozialismus. Frankfurt am Main [u. a.] 1991
- Ein Vogel singt auf Mykonos. München 1992
- Fackeln des Teufels. München 1998
- Das Vermächtnis der Katharer, München 2000
- Der Engel der Kurie. Berlin 2002
- Der Augsburger Täufer. Berlin 2003
- Der Magier. Berlin 2006
- Spüre meinen Zorn. Bookspot Verlag, Planegg 2023, ISBN 978-3-95669-188-1.
- Liebe meine Farben. Bookspot Verlag, Planegg 2023, ISBN 978-3-95669-200-0.
- Stirb für Damals. Bookspot Verlag, Planegg 2025, ISBN 978-3-95669-222-2.
- Aktien, Tango & Tod. Legionarion Crime, Frankfurt 2025, ISBN 978-3-96937-176-3.

### Münchner Krimi / Reihe Anwältin Olga Swatschuk
- Bodenloser Fall. Bookspot Verlag, Planegg 2021
- Gewissenlose Wege. Bookspot Verlag, Planegg 2022
- Grenzenlose Gier. Bookspot Verlag, Planegg 2023
- Venusgold. Bookspot Verlag, Planegg 2024, ISBN 978-3-95669-213-0.
- Liebesfalle. Sparkys Edition Verlag, Kirchheim/Teck 2025, ISBN 978-3-949768-45-3.